# Living Road csúszásgátló útburkolat-érdesítő

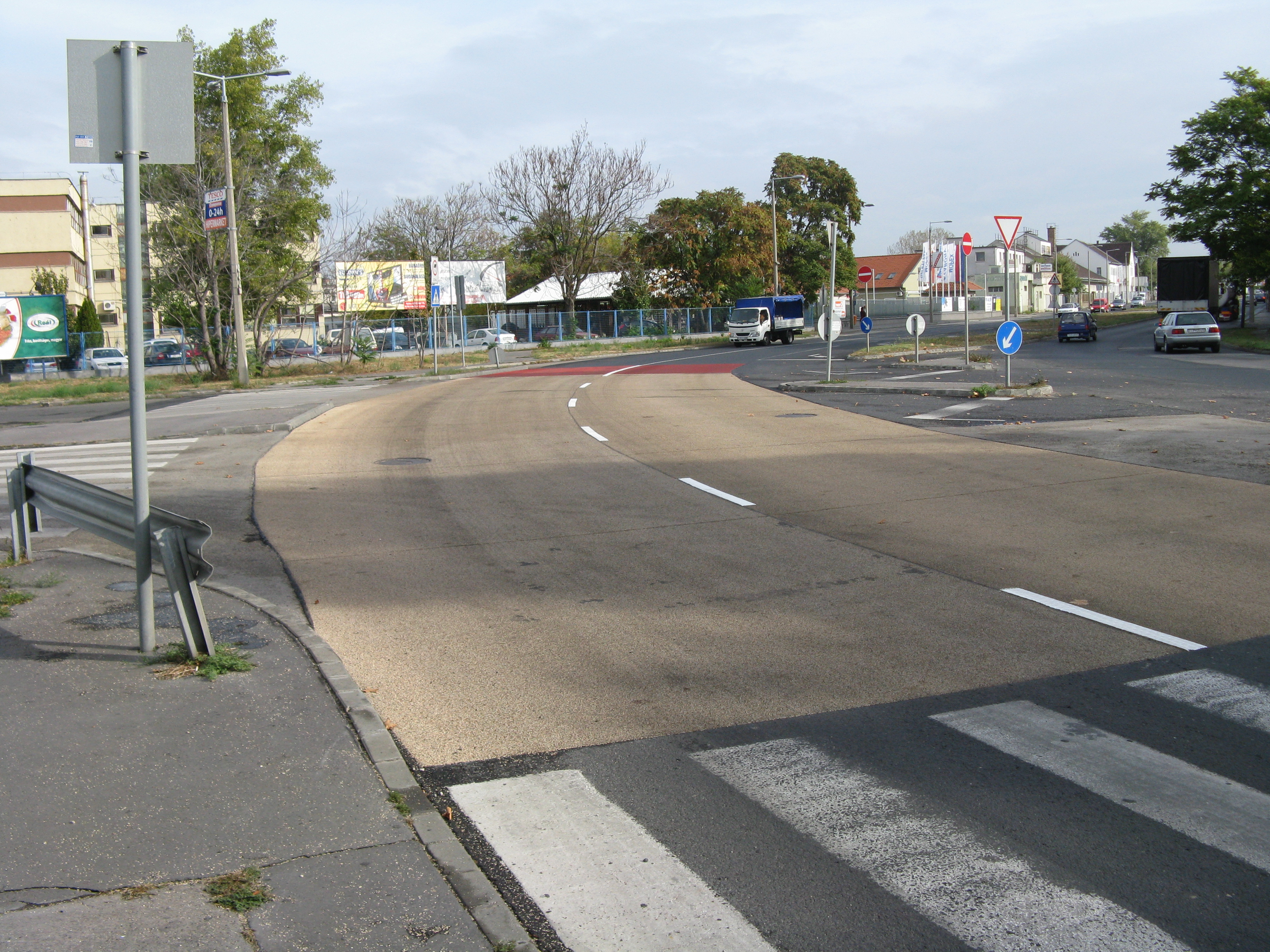

A Living Road csúszásgátló útburkolat-érdesítő egy fedőréteg, amelynek célja a közúti közlekedésben a féktávolság csökkentése, a veszélyes helyek láthatóságának javítása. Elsősorban a gyalogosok védelmét szolgálhatja, de alkalmazható kereszteződések, éles ívek, körforgalmak és más balesetveszélyes helyek környezetében is.

## Jellemzői
Az útburkolat-érdesítőt az út hagyományos útburkolati rétege fölötti 0,5–3 mm vastagságú fedőrétegben helyezik el, ami 1–3 mm átlagos szemcseméretű alumínium-oxid töltelékanyagból áll, amit levegőn keményedő, műanyag alapú kötőanyagrétegben kötnek meg.
A réteg felületi érdességének köszönhetően megnő a gépjárművek abroncsa és a burkolat közti tapadás mértéke.

## Története
Magyarországon 2009 áprilisától a termék használatiminta-oltalom alatt állt.  2010 júniusában megkapta az építőipari műszaki engedélyt. Az új szerkezeti elrendezés feltalálója Koltai Viktor Béla és Suki Nándor, jogutódja 2010 júliusától Koltai Viktor Béla és Farkas Tibor.